# 福岡名士劇
福岡名士劇（ふくおかめいしげき）とは、主に福岡県で活動する財界・政界・官界関係者たちが、新春に歌舞伎や演舞を披露するチャリティーイベントの名称。
1959年（昭和34年）から1984年（昭和59年）にかけて、福岡市内の劇場で開催された。

## 概要
福岡市政70周年、九州朝日放送の創立5周年を記念し、同局社長の團伊能と企画室長の溝口勇夫が、歳末助け合い赤い羽根募金運動の一環として企画した。素人芝居として当時有名だった文藝春秋の文士劇と京都の素人顔見世を目標に、当代一流の文化人として名を馳せていた團と芝居好きだった溝口が「芸どころ博多として、江戸（文士劇）や上方（素人顔見世）に負けない素人芝居を作りたい」と福岡の財界人たちと語り合い、企画が実現することになったという。
第1回の演目は「仮名手本忠臣蔵」、「白狼五人男」の他に、團自身が「両国橋師走雪空」という新作歌舞伎を書き下ろした（監修は河竹繁俊）。舞台の演技指導は嵐三五郎（七代目）が担当、福岡県と市、福岡商工会議所が後援となり、昭和34年12月27日に上呉服町の大博劇場で開催された。中牟田喜兵衛・岩田屋社長や鵜崎多一・福岡県知事、弘中伝二・西日本新聞社長などが出演し、上映中に数々のハプニングに見舞われながらも、地元の名士たちが必死に劇を演じる様子が観客の笑いを誘い、イベントは好評を博した。
翌年開催された第二回公演では、木曾重義・中興化成工業社長、吉次鹿蔵・福岡証券取引所理事長など地元財界の長老や、阿部源蔵・福岡市長も出演し、昭和38年開催の第五回公演で『菅原伝授手習鑑』の車曳の段を上映した際は、地場大手のビッグ3である楠根宗生・西日本鉄道社長、森俊雄・西日本相互銀行社長、瓦林潔・九州電力副社長が揃い踏みして松王丸・梅王丸・桜丸を演じ、福博を代表する新年の催し物として人気が定着する。またKBCにより「新春福岡名士劇」として、録画中継の放送が毎年行われた。
人気は周辺都市にも波及し、北九州名士劇（昭和36年〜45年）、久留米名士劇（昭和45年〜47年）、熊本名士劇（昭和38年〜42年）がテレビ西日本（北九州・久留米）と熊本放送の主催で開催された。
当初は歌舞伎だけが演目だったが、バリエーションを付けるため第6回から日本舞踊が取り入れられ、その後は清元や常磐津節を年ごとに披露することが恒例となり、20回からは新国劇も演じられた。また地元の財界・政界関係者だけでなく、アメリカ領事や福岡に赴任してきた各省庁の官僚、西鉄ライオンズの選手など、各界の幅広い人材が劇に出演し、入場券は毎年売り切れが続いたという。
昭和58年8月、第一回目から劇の監修を続けてきた嵐三五郎が82歳で死去し、運営委員会は四半世紀の節目で公演に幕を下ろすことを決定。昭和59年1月28日に福岡市民会館で行われた第25回公演が最後の名士劇となり、出演者はのべ約1,300人、集まった募金は総額で二千万円超に上った（最後の演目は『大喜利 清元・弥栄博多賑』）。

## 福岡チャリティー歌舞伎
2008年7月、九州電力の松尾新吾会長と福岡商工会議所の河部浩幸会頭が福岡市内で記者会見を行い、地元大手企業の役員が歌舞伎を演じる「福岡チャリティー歌舞伎」を開催すると発表。テレビ西日本が開局50周年を記念して企画し、博多座、福岡商工会議所、西日本新聞が共催。福岡市を中心とした地元企業約30社が賛同した。
監修は尾上菊五郎、演技指導は市川團蔵が担当し、25年ぶりに福岡の知名士が「お富与三郎」「白波五人男」などを博多座で披露。好評につき催しは2010年まで続いたが、2011年に発生した東日本大震災の影響により、3年でイベントは中断となった。

## 上映記録
演目・出演者ともに多数のため、5年ごとに伸縮型のメニューとして掲載する。右にある[表示]をクリックすると記録が表示される。
※演者の役職は、いずれも出演当時のもの
福岡名士劇
福岡チャリティー歌舞伎

## その他
- 企画を立ち上げたKBCは、当時テレビ局を開局した直後で福岡市内での認知度は低く、1年先にテレビ局を開局したRKBが、地元の主だった企業をスポンサーとして押さえていた。名士劇の実現は、地元経済界や市民にKBCの浸透を図る狙いもあり、同社の存在を福岡県内に示す象徴的なイベントとなったという
- 第一回から演技指導を行った七代目嵐三五郎は、昭和29年から拠点を大阪から福岡に移し、移住後も地元名古屋で名士劇の演技指導を行っていたが、伊勢湾台風で名士劇が中止になった際にKBCのディレクター・梅津昭夫から声がかかり、福岡名士劇での演技指導が実現した。以降、亡くなる昭和58年まで欠かさず演技指導を続け、北九州の名士劇も指導を担当した

## 参考資料

### 文献
- 『定本福岡名士劇総覧』創思社出版、1985年。
- 『ローカル局の戦後史 九州朝日放送の70年』ミネルヴァ書房、2024年。ISBN 9784623097944。